# HK Nitra
HK Nitra je hokejový oddíl založený roku 1926 ve slovenské Nitře. Klub založili bratři Gondové, Čulák, Valent, Mačík a Szabó a Gabmajer. Do roku 1945 tým nesl název AC Nitra. Do roku 1957 se název změnil 7× (Sokol, KP - Komunální podnik, SZ - Spojené závody, Slavoj, Slovan, Štart a AC). Od tohoto roku nese název Plastika. V dnešní době HK Nitra.
Od roku 1975 v 1. SNHL. Roku 1980 a 1983 obsadil 2. místo v této soutěži. V letech 1984, 1987, 1989, 1992, 1993 uspěl v podobě prvního místa a postupu do kvalifikace o postup do nejvyšší ligové soutěže.

## Úspěchy
- Vítěz slovenské ligy 2015/16 a 2023/24
- Vítěz hokejového turnaje Rona Cup v roce 2010.
- Historický postup do CHL (Champions Hockey League) 2015/16.
- Vítěz Kontinentálního poháru IIHF v sezóně 2022/23.

## Historie názvů
- 1926 – AC Nitra
- 1977 – Plastika Nitra
- 1985 – MHC Plastika Nitra
- 1990 – AC/HC Nitra
- 1997 – MHC Nitra
- 2003 – HKm Nitra
- 2005 – HKm Dynamax Nitra
- 2005 – HK Dynamax Nitra
- 2006 – HK Dynamax - Oil Nitra
- 2007 – HK Ardo Nitra
- 2009 – HC K´CERO Nitra
- 2010 – HK Nitra

## Jednotlivé sezóny
| Slovensko (1993 – ) |           |                  |                                                           |          |           |
| Sezona              | Soutěž    | Umístění v ZČ    | Play-off                                                  | Soupiska | Poznámky  |
| 1993/1994           | Extraliga | 5. místo         | Ne                                                        |          |           |
| 1994/1995           | Extraliga | 9. místo         | Ne                                                        |          |           |
| 1995/1996           | Extraliga | 6. místo         | Čtvrtfinále (prohra s MHC Martin 1:3 na zápasy)           |          |           |
| 1996/1997           | Extraliga | 9. místo         | Ne                                                        |          |           |
| 1997/1998           | Extraliga | 9. místo         | Ne                                                        |          |           |
| 1998/1999           | Extraliga | 12. místo        | Ne                                                        |          | Sestup    |
| 1999/2000           | 1. liga   | 6. místo         | Ne                                                        |          |           |
| 2000/2001           | 1. liga   | 2. místo         |                                                           |          | Postup    |
| 2001/2002           | Extraliga | 10. místo        | Ne                                                        |          | Sestup    |
| 2002/2003           | 1. liga   | 1. místo         |                                                           |          | Postup    |
| 2003/2004           | Extraliga | 9. místo         | Ne                                                        |          |           |
| 2004/2005           | Extraliga | 5. místo         | Čtvrtfinále (prohra s HC Košice 1:4 na zápasy)            | Zde      |           |
| 2005/2006           | Extraliga | Zlatá medaile    | Semifinále (prohra s MsHK Žilina 2:4 na zápasy)           | Zde      |           |
| 2006/2007           | Extraliga | 7. místo         | Čtvrtfinále (prohra s HKM Zvolen 2:4 na zápas)            | Zde      |           |
| 2007/2008           | Extraliga | 10. místo        | Ne                                                        | Zde      |           |
| 2008/2009           | Extraliga | 11. místo        | Ne                                                        | Zde      |           |
| 2009/2010           | Extraliga | 4. místo         | Semifinále (prohra s HC Slovan Bratislava 0:4 na zápasy)  | Zde      |           |
| 2010/2011           | Extraliga | 8. místo         | Čtvrtfinále (prohra s HC Košice 1:4 na zápasy)            | Zde      |           |
| 2011/2012           | Extraliga | 10. místo        | Ne                                                        | Zde      |           |
| 2012/2013           | Extraliga | Bronzová medaile | Semifinále (prohra s HC Košice 1:4 na zápasy)             | Zde      |           |
| 2013/2014           | Extraliga | Stříbrná medaile | Finále (prohra s HC Košice 3:4 na zápasy)                 | Zde      |           |
| 2014/2015           | Extraliga | Stříbrná medaile | Semifinále (prohra s HC 05 Banská Bystrica 3:4 na zápasy) | Zde      |           |
| 2015/2016           | Extraliga | Stříbrná medaile | Finále (výhra s HC 05 Banská Bystrica 4:2 na zápasy)      | Zde      |           |
| 2016/2017           | Extraliga | Stříbrná medaile | Finále (prohra s HC 05 Banská Bystrica 1:4 na zápasy)     | Zde      |           |
| 2017/2018           | Extraliga | Zlatá medaile    | Semifinále (prohra s HC 05 Banská Bystrica 0:4 na zápasy) | Zde      |           |
| 2018/2019           | Extraliga | Bronzová medaile | Finále (prohra s HC 05 Banská Bystrica 1:4 na zápasy)     | Zde      |           |
| 2019/2020           | Extraliga | 8. místo         |                                                           | Zde      | Nedohráno |
| 2020/2021           | Extraliga | 5. místo         | Čtvrtfinále (prohra s HC Slovan Bratislava 1:4 na zápasy) | Zde      |           |
| 2021/2022           | Extraliga | Bronzová medaile | Finále (prohra s HC Slovan Bratislava 2:4 na zápasy)      | Zde      |           |
| 2022/2023           | Extraliga | 10. místo        | Čtvrtfinále (prohra s HC Košice 1:4 na zápasy)            |          |           |
| 2023/2024           | Extraliga | 8. místo         | Finále (výhra s HK Spišská Nová Ves 4:0 na zápasy)        |          |           |
| 2024/2025           | Extraliga | 3. místo         | Finále (prohra s HC Košice 3:4 na zápasy)                 |          |           |

## Slavní hráči
- Dušan Milo
- Artūrs Irbe
- Ľubomír Kolník
- Branislav Mezei
- Jozef Stümpel
- Roman Tománek
- Robert Kristan